# Silvana Suárez
Silvana Rosa Suárez (Ciudad de Córdoba, 29 de septiembre de 1958-Nono, Córdoba, 21 de octubre de 2022) fue una modelo argentina, ganadora del 28.º certamen Miss Mundo 1978, celebrado en Londres, representando a Argentina. Fue la segunda representante de su país en ganar el título después de Norma Cappagli en 1960.

## Biografía
En su juventud practicaba canto, actividad que la llevó a convertirse en directora de coro a los diecisiete años. Estudió arquitectura.
Como modelo de impactante apariencia fue muy conocida en Chile en la promoción de una reconocida marca de agua bebible envasada rompiendo los cánones conservadores publicitarios de esa época.
Fue modelo en la revista Playboy en la edición de junio de 1985.
Se casó en 1988 con el empresario Julio Ramos y se divorció en 1999. Tuvieron dos hijos.
En 1999 protagonizó una mediática diferencia de opiniones en el programa de Mirtha Legrand.
En 2018, se le diagnosticó un cáncer de colon que superó con quimioterapia.
Falleció el 21 de octubre de 2022 en Nono, provincia de Córdoba, a causa de un reincidente cáncer colorrectal, a los 64 años.